# Константин Корчански
Константин (на гръцки: Κωνσταντίνος) е православен духовник, митрополит на Вселенската патриаршия.

## Биография
Константин  служи като протосингел. През октомври 1790 година е избран и по-късно е ръкоположен за корчански и селасфорски митрополит. Остава на катедрата до смъртта си в 1798 година.